# Joaquín Núñez
Joaquín Núñez (Málaga, 12 de abril de 1961) é um ator espanhol. Em 2013, ganhou o Prêmio Goya de melhor ator revelação pelo seu papel no filme Grupo 7.